# Kreis Senftenberg
Der Kreis Senftenberg war ein Kreis im Bezirk Cottbus in der DDR.
Nach der Verwaltungsreform in der DDR, die am 25. Juli 1952 in Kraft trat, wurde der Kreis Senftenberg aus dem südlichen Teil des ehemaligen Landkreises Calau gebildet, der bereits seit dem 1. Juli 1950 den Namen Senftenberg trug. Am 17. Mai 1990 wurde aus dem Kreis durch Umbenennung der Landkreis Senftenberg. Mit der Wiedervereinigung im Oktober 1990 wurde der Kreis Senftenberg ein Landkreis nach deutschem Kommunalrecht. Am 6. Dezember 1993 wurde der Landkreis Senftenberg im Zuge der Kreisreform in Brandenburg mit dem Landkreis Calau zum Landkreis Oberspreewald-Lausitz vereinigt.
Der Sitz der Kreisverwaltung befand sich in Senftenberg.

## Geografie

### Lage
Der Kreis Senftenberg lag im Süden des Bezirkes Cottbus. Geographisch gehörte der Kreis zum Breslau-Magdeburger Urstromtal. Durchflossen wurde er von der Schwarzen Elster und der Pulsnitz. Im Kreis lag der Senftenberger See.
Der nördliche Teil des Kreisgebietes lag in der Niederlausitz, der südliche in der Oberlausitz. Einzelne Gemeinden im Südwesten waren dem Schraden zuzuordnen.

### Nachbarkreise
Angrenzende Kreise waren:
im Norden: Kreise Finsterwalde und Calau (Bezirk Cottbus)
im Osten: Kreise Spremberg und Hoyerswerda (Bezirk Cottbus)
im Süden: Kreise Kamenz und Großenhain (Bezirk Dresden)
im Westen: Kreis Bad Liebenwerda (Bezirk Cottbus)

## Geschichte

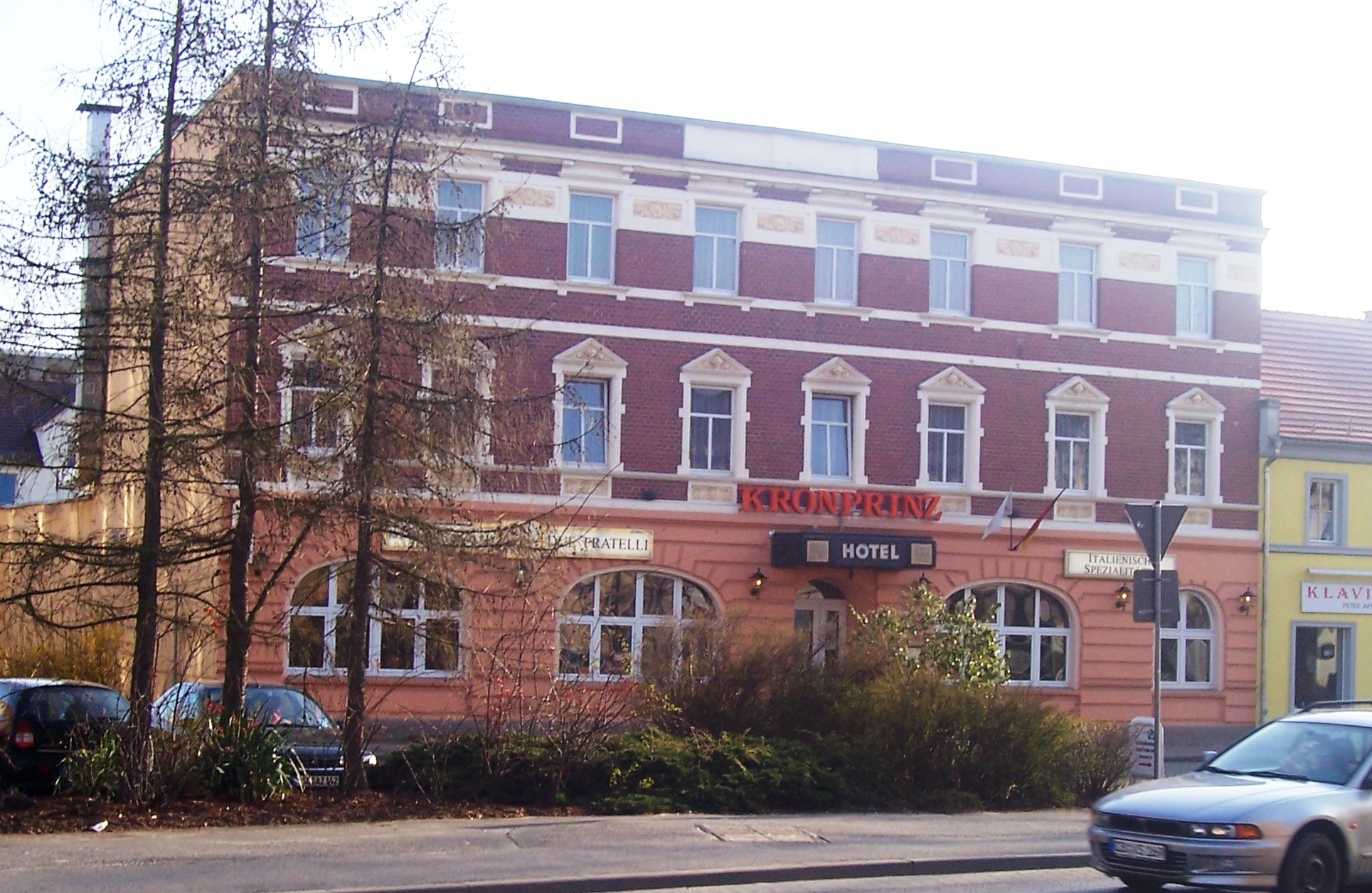
Hotel Kronprinz, provisorischer Sitz des Landrats in Senftenberg

Mit Wirkung vom 1. April 1947 wurden die Büroräume der Kreisverwaltung des Landkreises Calau nach Senftenberg verlegt. Im landwirtschaftlich geprägten Calau verblieben die Abteilungen Landwirtschaft und Forsten sowie Erfassung pflanzlicher und tierischer Produkte. In Senftenberg wurde die Kreisverwaltung im gesamten Stadtgebiet untergebracht. Im Hotel Kronprinz in der Ernst-Thälmann-Straße hatten der Landrat sowie das Finanzamt seinen Sitz. Im Senftenberger Schloss waren unter anderem die Hauptverwaltung und das Kreisbauamt untergebracht. In der POS I Artur Wölk kamen die Kreispolizei, das Sozialamt und das Kreisjugendamt unter.
Am 27. Juni 1950 stimmte der Kreistag des Landkreises Calau der Umbenennung des Landkreises in Kreis Senftenberg zu. Durch die „Ordnung über den Aufbau und die Arbeitsweise der staatlichen Organe der Kreise“ vom 23./24. Juli 1952 wurde der nunmehr im Bezirk Cottbus gelegene Landkreis Senftenberg in die neuen Kreise Kreis Calau und Senftenberg aufgeteilt.
Der Kreis Senftenberg entstand aus dem südlichen Teil des Landkreises Calau, dem östlichen Teil des Landkreises Liebenwerda und einem Teil des Landkreises Hoyerswerda. Der nördliche Teil des neuen Kreises entsprach ungefähr der ehemaligen Amt Senftenberg und dem sogenannten Mückenberger Ländchen (das Gebiet um Lauchhammer) als Teil des Landkreises Liebenwerda. Der Südteil umfasste die Gegend um Ortrand und Ruhland.
Im Jahr 1952 lebten etwa 128.000 Einwohner im Kreis Senftenberg.
Im Zuge der Länderneubildung nach der politischen Wende im Jahr 1989 wurden in Gebieten, deren Länderzugehörigkeit umstritten war, jeweils Volksbefragungen durchgeführt. Diese fand im Kreis Senftenberg Mitte Juli 1990 statt. Danach entschieden sich 54,10 % der Bürger für eine zukünftige Zugehörigkeit zu Sachsen und 45,90 % für eine Zugehörigkeit zu Brandenburg. Der damalige Kreistag des Kreises Senftenberg entschied sich jedoch, entgegen dem Ergebnis der Volksbefragung, für eine Zugehörigkeit zu Brandenburg. Der Beschluss wurde mit lediglich einer Stimme Mehrheit verabschiedet.
Trotz verschiedener Proteste gegen diese Entscheidung bestätigte jedoch die Volkskammer der DDR mit dem Ländereinführungsgesetz vom 22. Juli 1990 diesen Kreistagsbeschluss.
Auch spätere Versuche die Landesgrenze entsprechend der Abstimmungsergebnisse zu verändern hatten keinen Erfolg. So hatten im nördlichen Teil des damaligen Kreisgebietes die Bürger mehrheitlich für Brandenburg votiert, im Süd- und Westteil dagegen mit größeren Mehrheiten für Sachsen. Im Jahr 1993 ging der Kreis Senftenberg dann im Landkreis Oberspreewald-Lausitz auf.(s.o.)

## Kreisangehörige Gemeinden und Städte
Aufgeführt sind alle Gemeinden des Kreises Senftenberg.
| Allmosen, am 1. Januar 1974 zu Bahnsdorf, am 6. Mai 1990 neugebildet Annahütte Arnsdorf, am 1. Januar 1974 zu Ruhland Bahnsdorf Biehlen, am 1. Januar 1974 zu Schwarzbach Brieske Burkersdorf, am 1. Januar 1960 zu Ortrand Dörrwalde, am 1. Januar 1974 zu Großräschen Drochow Frauendorf, am 19. Mai 1974 zu Tettau eingemeindet, am 6. Mai 1990 neugebildet Frauwalde, am 1. Januar 1974 zu Großkmehlen Freienhufen Großkmehlen Großkoschen Großräschen (Stadt) Grünewald Grünewalde Guteborn, am 19. Mai 1974 zu Schwarzbach, am 6. Mai 1990 neugebildet Hermsdorf Hohenbocka Hörlitz, am 1. Januar 1974 zu Senftenberg, am 6. Mai 1990 neugebildet Hosena Jannowitz Kleinkmehlen, am 1. Januar 1974 zu Großkmehlen | Kleinkoschen, am 1. Januar 1974 zu Großkoschen Kleinleipisch, am 19. Mai 1974 zu Lauchhammer Klettwitz Kostebrau Kroppen Lauchhammer (Stadt) Lieske, am 1. Juni 1974 zu Bahnsdorf Lindenau, am 19. Mai 1974 zu Tettau, am 6. Mai 1990 neugebildet Meuro, am 1. Juni 1974 zu Bahnsdorf, am 6. Mai 1990 neugebildet Niemtsch, am 1. Januar 1974 zu Drochow, am 6. Mai 1990 neugebildet Ortrand (Stadt) Peickwitz Rauno, am 1. Januar 1974 zu Senftenberg Reppist, am 1. Januar 1974 zu Senftenberg Ruhland (Stadt) Saalhausen Sauo, am 1. Januar 1973 zu Drochow Schipkau Schwarzbach Schwarzheide (Stadt) Sedlitz Senftenberg (Stadt) Sorno Tettau |

## Politik

### Verwaltung
Vorsitzender des Rates des Kreises
Erster Stellvertreter des Vorsitzenden des Rates
Stellvertreter des Vorsitzenden des Rates und Vorsitzender der Kreisplankommission
Stellvertreter des Vorsitzenden des Rates und Vorsitzender des Rates für Landwirtschaft und Nahrungsgüterproduktion
Stellvertreter des Vorsitzenden des Rates für Inneres
Stellvertreter des Vorsitzenden des Rates für Handel und Versorgung
Sekretär des Rates
Mitglieder des Rates
- für Finanzen und Preise
- Kreisbaudirektor
- für Wohnungspolitik und Wohnungswirtschaft
- für Arbeit
- für örtliche Versorgungswirtschaft
- für Energie
- für Verkehrs- und Nachrichtenwesen
- für Umweltschutz, Wasserwirtschaft und Erholungswesen
- Kreisschulrat
- für Kultur
- für Jugendfragen, Körperkultur und Sport
- Kreisarzt

## Infrastruktur

### Wirtschaft

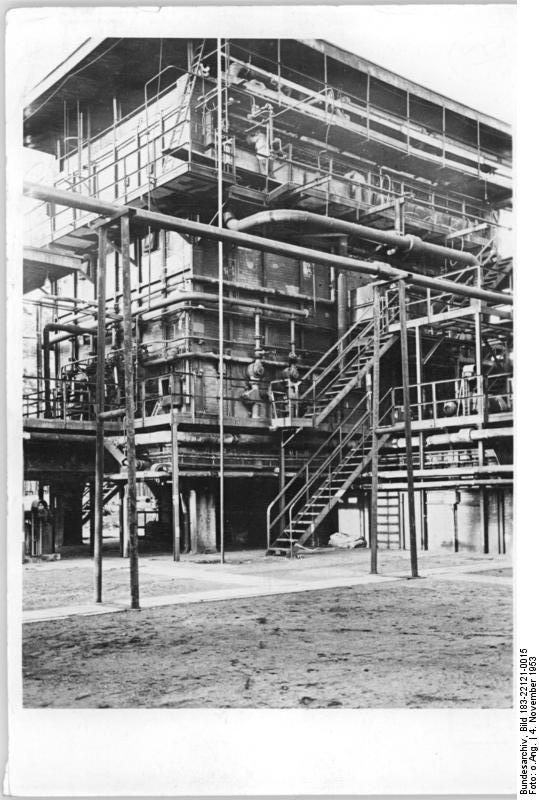
Synthesewerk Schwarzheide

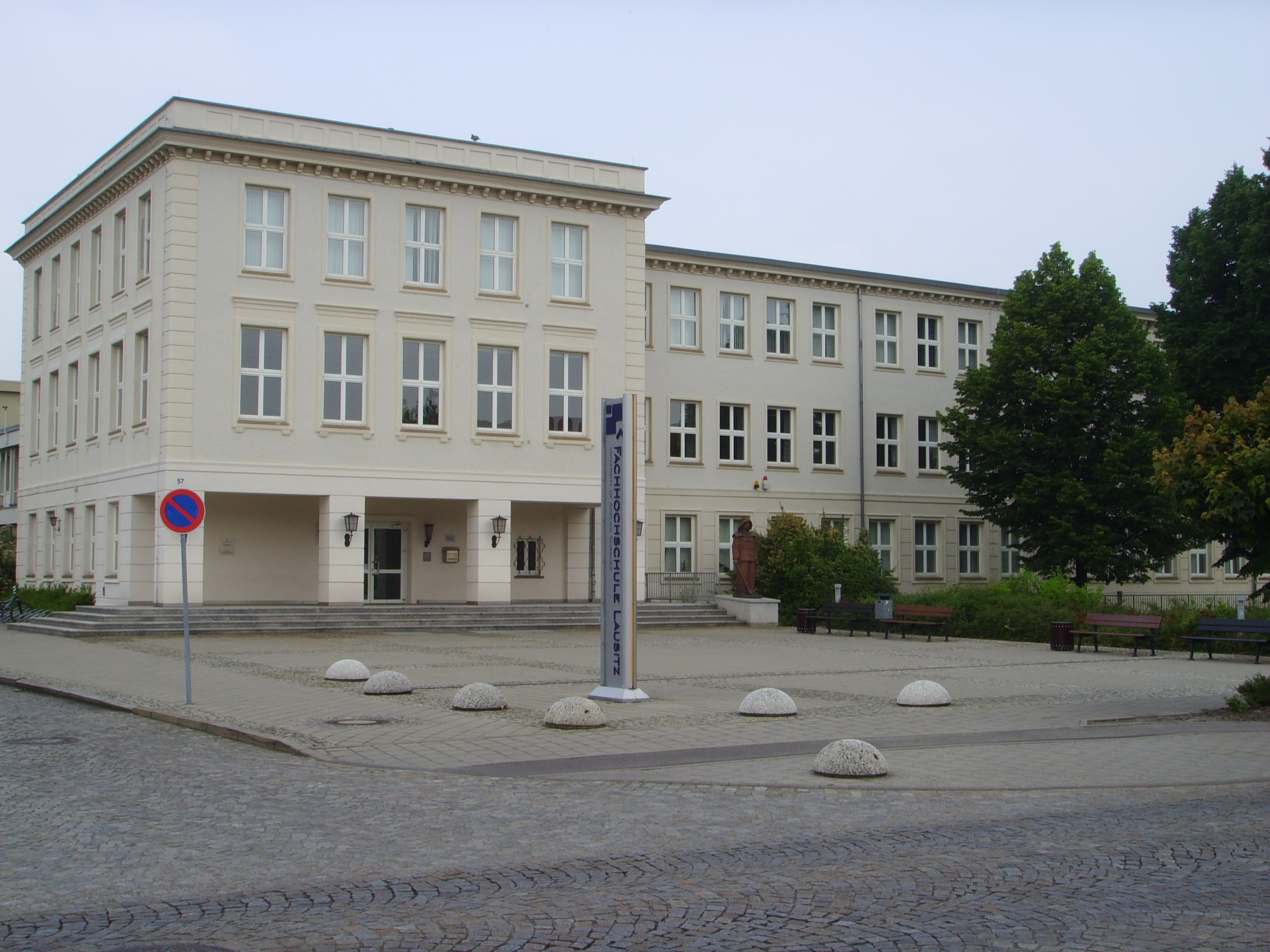
Gebäude der ehemaligen Ingenieurschule

Der Kreis Senftenberg war wesentlich geprägt durch die Energiewirtschaft und die damit im Zusammenhang stehenden Großtagebaue wie Klettwitz und Meuro, in denen Braunkohle abgebaut wurde. Bergbauzentren waren Senftenberg, Großräschen und Lauchhammer. An diesen Standorten befanden sich Kraftwerke und Kokerei.
Der Schwermaschinenbau konzentrierte sich in vor allem in Lauchhammer mit dem VEB Bagger-, Förderbrücken- und Gerätebau (BFG) Lauchhammer sowie in Senftenberg und Ruhland. Zentren der Glasindustrie waren Großräschen, Annahütte und Hosena. Chemiestandort war Schwarzheide mit dem Synthesewerk Schwarzheide.

### Bildung
In Senftenberg wurde bereits 1947 eine Bergingenieurschule gegründet. Im Jahr 1954 wurde das Hauptgebäude der Hochschule fertiggestellt. Später wandelte man die Bergingenieurschule wurde in die Ingenieurschule für Bergbau und Energie „Ernst Thälmann“ um. Diese Ingenieurschule ist Vorgänger der heutigen Hochschule Lausitz.

### Medizinische Versorgung
Im Jahr 1989 gab es im Kreis Senftenberg drei Krankenhäuser, sieben Polikliniken, drei Fachambulanzen, vier Ambulatorien sowie drei Betriebsambulatorien und acht staatliche Arztpraxen.

### Verkehr
Die Hauptverkehrsachsen im Kreis waren die Fernverkehrsstraße 169 und die Fernverkehrsstraße 96 sowie die Autobahn Berlin-Dresden.

## Sport
Zu den überregional bekannten Sportvereinen gehörte die Fußballmannschaft des SC Aktivist Brieske-Senftenberg, die 1956 Vizemeister wurde.

## Kfz-Kennzeichen
Den Kraftfahrzeugen (mit Ausnahme der Motorräder) und Anhängern wurden von etwa 1974 bis Ende 1990 dreibuchstabige Unterscheidungszeichen, die mit den Buchstabenpaaren ZO und ZP begannen, zugewiesen. Die letzte für Motorräder genutzte Kennzeichenserie war ZY 00-01 bis ZY 99-99.
Anfang 1991 erhielt der Landkreis das Unterscheidungszeichen SFB. Es wurde bis Ende 1993 ausgegeben. Seit dem 15. März 2013 ist es im Landkreis Oberspreewald-Lausitz erhältlich.